# Cratere Sentia
Sentia è un cratere sulla superficie di 4 Vesta.